# Агихан
Агихан (англ. Aguijan) — необитаемый остров в архипелаге Марианские острова в Тихом океане. Принадлежит Северным Марианским Островам и входит в состав муниципалитета Тиниан.

## География
Остров Агихан расположен в южной части архипелага Марианские острова. Омывается водами Тихого океана. В 8 км к северо-востоку от острова расположен остров Тиниан. Ближайший материк, Евразия, находится в 3000 км.
Остров Агихан, как и другие Марианские острова, имеет вулканическое происхождение. Длина острова составляет около 4 км, ширина — 1 км. Высшая точка Агихана достигает 157 м. Площадь острова составляет 7,10 км².
Климат влажный тропический. Остров подвержен циклонам.
Агихан также называют «Островом козлов» из-за того, что в прошлом на нём обитала небольшая популяция козлов, завезённая на остров жителями. Впоследствии они были вывезены с Агихана.

## История
В конце XVII века Марианские острова стали владением Испании.
12 февраля 1899 года они были проданы Испанией Германии. С 1907 года Агихан был частью Германской Новой Гвинеи, подчиняясь окружному офицеру Каролинских островов.
14 октября 1914 года Марианские острова были оккупированы японцами. В 1920 году над островами был установлен мандат Лиги Наций. В годы Второй мировой войны на Агихане находился японский гарнизон.

## Население
Остров необитаем.